# Mer des Salomon
Pour les articles homonymes, voir Salomon.
La mer des Salomon est une mer bordière de l'océan Pacifique, située entre la Papouasie-Nouvelle-Guinée et les îles Salomon.

## Localisation
L'Organisation hydrographique internationale détermine les limites de la mer des Salomon de la façon suivante  :
- À l'ouest : l'île de Nouvelle-Guinée,
- Au nord-ouest : une ligne depuis la pointe méridionale de la Nouvelle-Irlande (4° 51′ 01″ S, 152° 52′ 40″ E), le long du parallèle de 4°50' Sud jusqu'à la côte de Nouvelle-Bretagne, le long de sa côte septentrionale et de là une ligne depuis son extrémité occidentale passant par la pointe septentrionale d'Umboi (5° 27′ 23″ S, 147° 47′ 05″ E) jusqu'à Teliata Point (Papouasie-Nouvelle-Guinée) (5° 55′ 03″ S, 147° 19′ 50″ E),
- Au nord-est : par une ligne depuis la pointe méridionale de la Nouvelle-Irlande jusqu'à la pointe nord de Buka Island (5° 00′ 12″ S, 154° 37′ 19″ E), puis à travers cette île jusqu'à la pointe nord-ouest de l'île de Bougainville (5° 26′ 21″ S, 154° 40′ 15″ E), le long des côtes méridionales de cette dernière île, puis des îles  Choiseul, Santa Isabel, Malaita et San Cristobal.
- Au sud : depuis Gadogadoa Island près de son extrémité sud-est (10° 37′ 52″ S, 150° 34′ 21″ E), le long de ce méridien jusqu'à la ligne des 100 brasses et de là le long des bords méridionaux  d'Uluma Reef, et de ceux s'étendant en direction de l'est jusqu'à la pointe sud-est de Lawik Reef (11° 43′ 30″ S, 153° 56′ 30″ E) au large de Tagula Island, de là une ligne jusqu'à l'extrémité sud de Rennell Island (11° 52′ 53″ S, 160° 33′ 41″ E), aux îles Salomon, et depuis son extrémité est jusqu'au cap Surville (10° 50′ 14″ S, 162° 22′ 44″ E), l'extrémité orientale de San Cristobal Island (îles Salomon),
- Au sud-ouest : par la côte de l'île de Nouvelle-Guinée puis une ligne depuis sa pointe sud-est à travers l'archipel des Louisiades jusqu'à Rossel Island (11° 23′ 16″ S, 154° 17′ 08″ E).

Elle communique au nord-ouest et au nord, de chaque côté de l'île de Nouvelle-Bretagne avec la mer de Bismarck. Elle couvre une superficie d'environ 720 000 km2. C'est une mer profonde, avec la fosse de Nouvelle-Bretagne courant sur toute sa partie nord et une profondeur maximale de 9 140 mètres, le bassin des Salomon en son centre avec des fonds de 3 000 mètres en moyenne, et la fosse de San Cristobal à son extrémité sud-est. 
Honiara, sur l'île de Guadalcanal et capitale des Salomon, est la principale ville donnant sur cette mer.
Plusieurs batailles importantes des campagnes du Pacifique, lors de la Seconde Guerre mondiale, s'y déroulèrent.